# Stanisław Karol Rychliński
Stanisław Karol Rychliński (ur. 23 maja 1903 w Warszawie, zm. 1 października 1944 w Podkowie Leśnej) – polski socjolog i ekonomista, docent Szkoły Głównej Handlowej.
Stopień doktora zdobył na SGH mając 27 lat, piętnaście miesięcy później uzyskał stopień doktora habilitowanego. Przed ukończeniem trzydziestego roku życia był już docentem, uznaje się go za jednego z najwybitniejszych humanistów dwudziestolecia międzywojennego. Następnie uzyskał tytuł profesora Państwowego Instytutu Pedagogiki Specjalnej. Był uczniem i długoletnim asystentem Ludwika Krzywickiego na SGH, podobnie jak on posiadał przekonania lewicowo-demokratyczne. Przedmiotem jego pracy były studia nad ruchem zawodowym i strukturą społeczną klasy robotniczej w Polsce. Jest uznawany za prekursora socjologii miasta oraz ówczesnej polityki społecznej. Pracował nad społecznymi aspektami urbanizacji i planowania przestrzennego. Został zastrzelony przez patrol gestapo podczas ulicznej łapanki w podwarszawskiej Podkowie Leśnej (lub Milanówku). Pochowany na cmentarzu Powązkowskim (kwatera 175, rząd 2, numer grobowca 20).

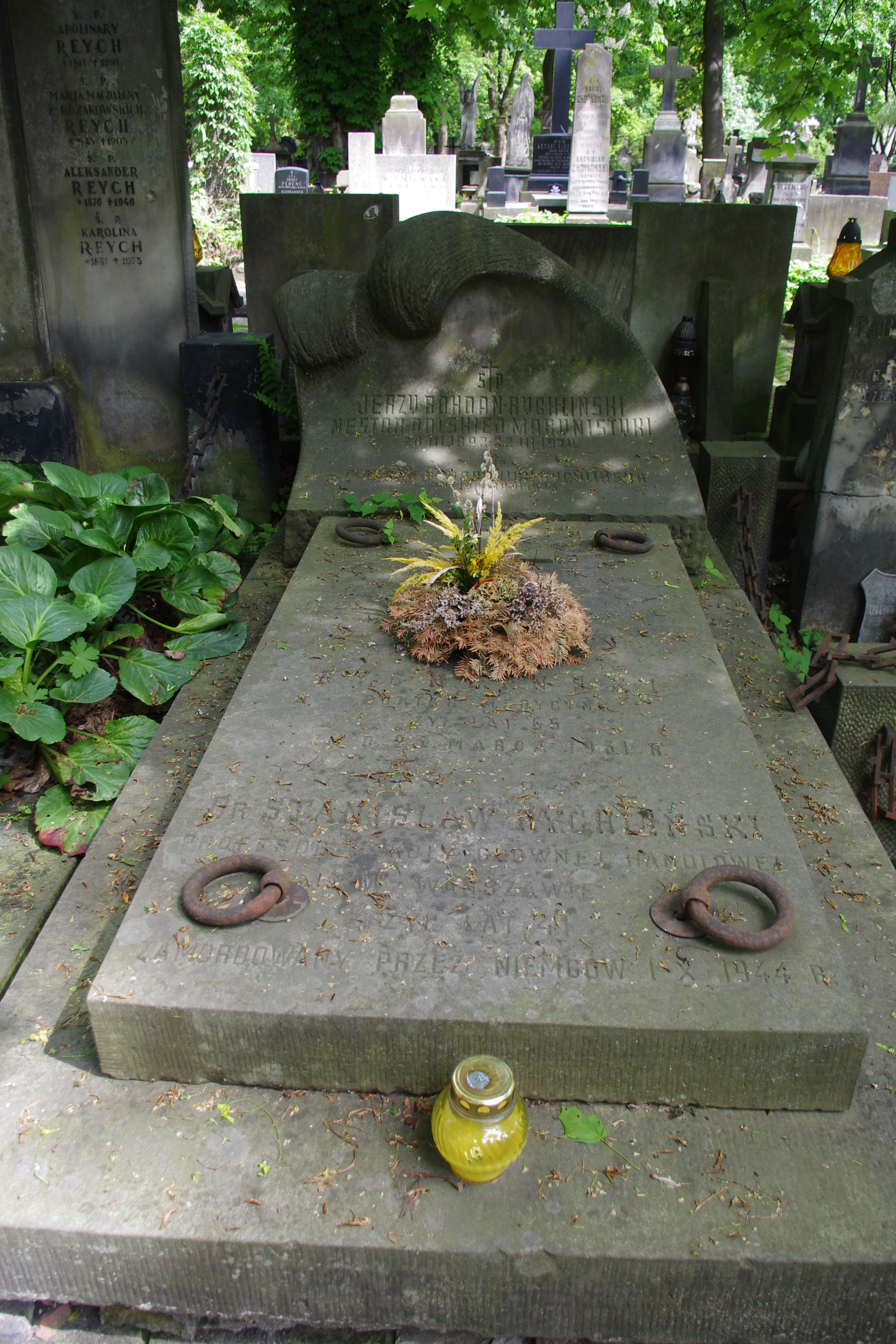
Grób Rychlińskich na Starych Powązkach w Warszawie

Jest patronem niewielkiej ulicy w pobliżu SGH w Warszawie.

## Twórczość
- Zasadnicze kierunki robotniczego ruchu zawodowego w Polsce (1929)
- Badania środowiska społecznego (1932)
- Warstwy społeczne (1946)
- Wybór pism t. 1-2, (1976)